# Comitato Olimpico Canadese
Il Comitato Olimpico Canadese (noto anche come Canadian Olympic Committee in inglese o Comité Olympique Canadien in francese) è un'organizzazione sportiva canadese, nata nel 1904 a Toronto, Canada.
Rappresenta questa nazione presso il Comitato Olimpico Internazionale (CIO) dal 1907 e ha lo scopo di curare l'organizzazione e il potenziamento dello sport in Canada e, in particolare, la preparazione degli atleti canadesi, per consentire loro la partecipazione ai Giochi olimpici. L'associazione è, inoltre, membro dell'Organizzazione Sportiva Panamericana.
L'attuale presidente dell'organizzazione è Michael Chambers, mentre la carica di segretario generale è occupata da Christopher Rudge.